# Karłosuseł pustynny
Karłosuseł pustynny (Xerospermophilus mohavensis) – endemiczny gatunek gryzonia z rodziny wiewiórkowatych. Zamieszkuje północno–zachodnie tereny Pustyni Mojave oraz dolinę Ovens w południowej części Kalifornii.

## Systematyka
Na podstawie badań filogenetycznych (2009) z rodzaju Spermophilus wydzielono nowy rodzaj karłosuseł (Xerospermophilus), który objął także X. mohavensis (uprzednio Spermophilus (Xerospermophilus) mohavensis). 

## Rozmieszczenie geograficzne
Karłosuseł pustynny zamieszkuje tereny w małych, oddzielonych od siebie lokalizacjach w północno–zachodniej części Pustyni Mojave oraz dolinę Ovens w południowej części Kalifornii. Siedliska zlokalizowane są na wysokości 610–1800 m n.p.m. Łączna powierzchnia występowania wynosi 20.000 km². Południowo–wschodnią granicę występowania gatunku wyznacza rzeka Mojave.